# 宇流麻市
宇流麻市（日语：／ Uruma shi */?，琉球語：／ ）是日本沖繩縣辖下的一个市町村，位於沖繩本島中部的東岸，包括與勝半島及與勝群島的八個島嶼，包括伊計島、宮城島、平安座島、濱比嘉島、藪地島、浮原島、南浮原島、津堅島。現為沖繩縣人口第三多的行政區劃。
轄內有全長4.7公里的海中道路連結沖繩本島與伊計島、宮城島、平安座島、濱比嘉島、藪地島。
该市的名稱在冲绳方言中意为「珊瑚島」，與「琉球」一樣都是沖繩的舊名。

## 人口
| 宇流麻市人口分布圖 |                                                 |  |
| 宇流麻市與日本全國年齡別人口分布比較圖 （2005年資料） | 宇流麻市的年齡、男女別人口分布圖 （2005年資料） |  |
| ■紫色是宇流麻市 ■綠色是全国 | ■藍色是男性 ■紅色是女性                         |  |
| 宇流麻市人口變化 \| 1970年 \| 78,997人 \| \| \| 1975年 \| 85,608人 \| \| \| 1980年 \| 91,285人 \| \| \| 1985年 \| 98,539人 \| \| \| 1990年 \| 101,911人 \| \| \| 1995年 \| 105,228人 \| \| \| 2000年 \| 109,992人 \| \| \| 2005年 \| 113,535人 \| \| \| 2010年 \| 116,979人 \| \| \| 2015年 \| 118,898人 \| \| \| 2020年 \| 125,303人 \| \| |                                                 |  |
| 資料來源：日本總務省統計中心提供之人口普查數據 |                                                 |  |
| 1970年 | 78,997人                                        |  |
| 1975年 | 85,608人                                        |  |
| 1980年 | 91,285人                                        |  |
| 1985年 | 98,539人                                        |  |
| 1990年 | 101,911人                                       |  |
| 1995年 | 105,228人                                       |  |
| 2000年 | 109,992人                                       |  |
| 2005年 | 113,535人                                       |  |
| 2010年 | 116,979人                                       |  |
| 2015年 | 118,898人                                       |  |
| 2020年 | 125,303人                                       |  |

## 歷史
| 時間     | 行政劃分    | 行政劃分    | 行政劃分  | 行政劃分  | 行政劃分  | 行政劃分  |
| 琉球王國 | 具志川 間切 | 與那城 間切 | 勝連 間切 | 美里 間切 | 美里 間切 | 越來 間切 |
| 1900年代 | 具志川 村   | 與那城 村   | 勝連村    | 美里村    | 美里村    | 越來村    |
| 1910年代 | 具志川 村   | 與那城 村   | 勝連村    | 美里村    | 美里村    | 越來村    |
| 1920年代 | 具志川 村   | 與那城 村   | 勝連村    | 美里村    | 美里村    | 越來村    |
| 1930年代 | 具志川 村   | 與那城 村   | 勝連村    | 美里村    | 美里村    | 越來村    |
| 1940年代 | 具志川 村   | 與那城 村   | 勝連村    | 石川市    | 美里村    | 越來村    |
| 1950年代 | 具志川 村   | 與那城 村   | 勝連村    | 石川市    | 美里村    | 胡差村    |
| 1950年代 | 具志川 村   | 與那城 村   | 勝連村    | 石川市    | 美里村    | 胡差市    |
| 1960年代 | 具志川 市   | 與那城 村   | 勝連村    | 石川市    | 美里村    |           |
| 1970年代 | 具志川 市   | 與那城 村   | 勝連村    | 石川市    | 沖繩市    | 沖繩市    |
| 1980年代 | 具志川 市   | 與那城 村   | 勝連町    | 石川市    | 沖繩市    | 沖繩市    |
| 1990年代 | 具志川 市   | 與那城町    | 勝連町    | 石川市    | 沖繩市    | 沖繩市    |
| 2000年代 | 宇流麻市    | 宇流麻市    | 宇流麻市  | 宇流麻市  | 沖繩市    | 沖繩市    |

- 1666年：從越來間切中分割獨立設置美里間切。
- 1896年4月1日：實施郡區制，為島尻郡轄下具志川間切、美里間切、與那城間切、勝連間切。
- 1908年4月1日：實施島嶼町村制，改設為具志川村、美里村、與那城村、勝連村。
- 1945年9月26日：美里村北部分割獨立成石川市。
- 1968年7月1日：具志川村改制為具志川市。
- 1980年4月1日：勝連村改制為勝連町（日语：勝連町）。
- 1994年1月1日：與那城村改制為與那城町（日语：与那城町）。
- 2003年2月1日：具志川市、與那城町、勝連町成立合併協議會。
- 2003年7月1日：石川市加入協議會。
- 2004年5月13日：合併後新名稱決定為「宇流麻市（うるま市）」。
- 2004年8月16日：合併協定簽訂。
- 2005年4月1日：具志川市、與那城町、勝連町、石川市正式合併，宇流麻市成立。

## 交通

### 道路
| 高速道路 - 沖繩自動車道：石川交流道 一般國道 - 國道329號 主要地方道 - 沖繩縣道73號石川仲泊線 - 沖繩縣道75號沖繩石川線 - 沖繩縣道10號伊計平良川線 - 海中道路（與那城屋慶名～平安座島） - 沖繩縣道85號沖繩環狀線 | 一般縣道 - 沖繩縣道6號線 - 沖繩縣道8號線 - 沖繩縣道16號線 - 沖繩縣道33號具志川沖繩線 - 沖繩縣道36號線 - 沖繩縣道37號線 - 沖繩縣道224號具志川環狀線 - 沖繩縣道238號濱比嘉平安座線（濱比嘉大橋） - 沖繩縣道239號與那城具志川線 |

## 觀光景點
- 沖繩石油基地
- 勝連城跡
- 海中道路
- 安慶名城跡

## 教育
高等學校
- N高等学校（日语：N高等学校）沖繩伊計本校
- 沖繩縣立石川高等學校（日语：沖縄県立石川高等学校）
- 沖繩縣立具志川高等學校（日语：沖縄県立具志川高等学校）
- 沖繩縣立具志川商業高等學校（日语：沖縄県立具志川商業高等学校）
- 沖繩縣立中部農林高等學校（日语：沖縄県立中部農林高等学校）
- 沖繩縣立前原高等學校（日语：沖縄県立前原高等学校）
- 沖繩縣立與勝綠丘中學校及與勝高等學校（日语：沖縄県立与勝緑が丘中学校・与勝高等学校）